# Mailleroncourt-Charette
 Mailleroncourt-Charette  es una población y comuna francesa, situada en la región de Franco Condado, departamento de Alto Saona, en el distrito de Lure y cantón de Saulx.

## Demografía
| 295 | 309 | 302 | 321 | 272 | 277 | 298 |
| Para los censos de 1962 a 1999 la población legal corresponde a la población sin duplicidades (Fuente: INSEE [Consultar]) |     |     |     |     |     |     |

## Puntos de interés
- Arboretum de la Cude